# Associazione Sportiva Pro Gorizia 1945-1946
Questa voce raccoglie le informazioni riguardanti l'Associazione Sportiva Pro Gorizia nelle competizioni ufficiali della stagione 1945-1946.

## Rosa
| N. |                   | Ruolo | Calciatore          |
| -- | ----------------- | ----- | ------------------- |
|    | Italia (bandiera) | A     | Gaetano Auletta (I) |
|    | Italia (bandiera) | C     | Enrico Auletta (II) |
|    | Italia (bandiera) | A     | Antonio Bertoli     |
|    | Italia (bandiera) | P     | Giacomo Blason      |
|    | Italia (bandiera) | P     | Gino Cantoni        |
|    | Italia (bandiera) | C     | Bruno Ciuffarin     |
|    | Italia (bandiera) | A     | Ugo Gregorin        |

| N. |                   | Ruolo | Calciatore       |
| -- | ----------------- | ----- | ---------------- |
|    | Italia (bandiera) | C     | Mario Magrini    |
|    | Italia (bandiera) | D     | Tristano Pangaro |
|    | Italia (bandiera) | D     | Franco Pian      |
|    | Italia (bandiera) | C     | Antonio Sessa    |
|    | Italia (bandiera) | C     | Sergio Susmel    |
|    | Italia (bandiera) | A     | Giuseppe Vescovo |
|    | Italia (bandiera) | C     | Astorre Zanolla  |